# Rožna vas
Rožna vas (nemško Rosendorf) je naselje v Občini Gospa Sveta v Okraju Celovec-dežela na Koroškem v Avstriji.